# هورایزن زیرو داون
هورایزن زیرو داون (به انگلیسی: Horizon Zero Dawn) یک بازی ویدئویی در سبک نقش‌آفرینی اکشن و جهان باز است که توسط شرکت گوریلا گیمز توسعه یافته و به‌وسیلهٔ سونی اینتراکتیو انترتینمنت در فوریه و مارس ۲۰۱۷ برای کنسول پلی‌استیشن ۴ منتشر شده است. در ۱۰ مارس ۲۰۲۰ نسخه مایکروسافت ویندوز بازی برای تابستان همان سال تأیید شد، و در تاریخ ۷ اوت ۲۰۲۰ در دسترس قرار گرفت. شخصیت اصلی بازی دختری جوان به نام اِلوی است، یک شکارچی و تیراندازی ماهر که در جهانی پرجنب و جوش که ساکنین آن موجودات مکانیکی مرموزی به‌شمار می‌روند، به کاوش می‌پردازد. بازی محیطی جهان باز را برای کاوش در اختیار الوی می‌گذارد در حالی که او قادر به انجام مأموریت‌های اصلی و فرعی مرتبط با داستان است. بازیکن باید با استفاده از نیزه، سلاح‌های دوربرد و تاکتیک‌های مخفی‌کاری به مبارزه با موجوداتی مکانیکی تحت عنوان ماشین‌ها بپردازد که همچنین از بقایای آن‌ها نیز می‌تواند برای منابع خود استفاده کند. سیستم مهارت درختی برای بازیکن توانایی‌های جدید و پاداش‌های مجهول را فراهم می‌نماید.
داستان بازی در آینده‌ای دور و سده ۳۱ (میلادی) پس از زمان حال اتفاق می‌افتد، جایی که نسل تمدن بشری سقوط کرده و جهان در سلطهٔ موجوداتی شبیه به دایناسور با بافت‌های فلزی قرار گرفته و آن‌ها تبدیل به نیرومندترین مخلوقات این جهان شده‌اند. این بازی به عنوان اولین آی‌پی شرکت گوریلا گیمز پس از بازی اول شخص کیلزون در سال ۲۰۰۴، و همچنین اولین عنوان این شرکت در سبک نقش‌آفرینی به‌شمار می‌رود. این بازی قابلیت سازگاری با پی‌اس۴ پرو و قادر به اجرای بازی در وضوح ۴کی است. یک بسته الحاقی نیز تحت عنوان فروزن وایلدز در نوامبر ۲۰۱۷ عرضه شده است.
بازی به‌طور کلی با واکنش‌های مثبتی از سوی منتقدان همراه بود، که جهان باز، داستان، جلوه‌های بصری، مبارزات، شخصیت‌پردازی و عملکرد صداپیشگی اشلی برچ مورد تحسین قرار گرفت، اما منتقدان نسبت به دیالوگ‌ها، مبارزات سلاح سرد و مدل شخصیت‌های بازی انتقاداتی داشتند. این بازی برنده جوایز متعددی شد و تا آوریل ۲۰۲۳ بیش از ۲۴٬۳ میلیون نسخه فروخت. خبر ساخت قسمت دوم بازی تحت عنوان عنوان هورایزن غرب ممنوعه در تاریخ ۱۱ ژوئن ۲۰۲۰، و در طی رویداد آشکارسازی پلی‌استیشن ۵ رونمایی شد، و در تاریخ ۱۸ فوریه ۲۰۲۲ برای کنسول‌های پلی‌استیشن ۴ و پلی‌استیشن ۵ منتشر شد.

## روندبازی
هورایزن زیرو داون یک بازی نقش‌آفرینی اکشن است که در آن بازیکن کنترل شخصیت الوی را بدست می‌گیرد. او شکارچی و تیراندازی ماهر است که به پیشروی در دنیایی پسا-رستاخیزی می‌پردازد، که توسط مخلوقات مکانیکی به شکل ربات‌های دایناسور حکومت می‌شود. بر طبق صحبت‌های تهیه‌کننده بازی آقای مایک نوریس، از زمان رونمایی بازی برای سونی در سال ۲۰۱۱، سه المان این عنوان هرگز تغییر نکرده است. عناصر نقش‌آفرینی در داخل بازی چیزی ما بین بازی‌هایی نظیر اساسینز کرید و الدر اسکورولز ۵: اسکایریم است. شخصیت مؤنث قابل کنترل، جهانی بسیار گسترده و وجود ماشین‌ها و ربات‌ها. بازی در منطقه‌ای بسیار گسترده انجام می‌شود و از آنجایی که در بازی هیچگونه بارگذاری وجود ندارد تا محیط‌های مختلفی از جمله بیابان‌ها، جنگل‌های سرسبز و مناطق دیگر جنگلی همراه با چرخه کامل شبانه‌روزی و سیستم آب‌وهوا کاملاً یکپارچه باشد.
چند گونه سلاح گرم نیز در این بازی وجود دارد. راه‌های مختلفی برای از بین بردن دشمنان وجود دارد، از جمله کارگذاری تله‌های چاشنی‌دار، تیراندازی به سمت دشمنان توسط کمان، استفاده از مواد منفجره، مبارزات تن‌به‌تن و همچنین سیستم کشتن به صورت بی‌سروصدا و در خفا نیز در دسترس خواهد بود. بازیکن همچنین قادر خواهد بود با استفاده از جمع‌آوری موادی که آن‌ها را از قطعات ربات‌ها در جهان بازی پیدا می‌کند برای خود آیتم‌های جدیدی خلق کند. مکانیزم محاوره درختی نیز برای برقراری ارتباط میان شخصیت‌های غیرقابل کنترل در بازی استفاده می‌شود.

## بازتاب‌ها
| گردآورنده  | امتیاز |
| ---------- | ------ |
| گیم‌رنکینگز | ۸۸٫۳۶٪ |
| متاکریتیک  | ۸۹/۱۰۰ |

| ناشر                    | امتیاز      |
| ----------------------- | ----------- |
| اج                      | ۹/۱۰        |
| الکترونیک گیمینگ مانثلی | ۹/۱۰        |
| گیم اینفورمر            | ۸٫۷۵/۱۰     |
| گیم رولیشن              | ۴٫۵/۵       |
| گیم‌اسپات                | ۹/۱۰        |
| گیمز ریدار+             | 4.5/5 ستاره |
| آی‌جی‌ان                  | ۹٫۳/۱۰      |

هورایزن زیرو داون مورد تحسین منتقدان قرار گرفت و با میانگین ۸۹/۱۰۰ از ۱۱۵ نقد در وبگاه متاکریتیک و ۸۸٫۳۶٪ در گیم رنکینگز قرار دارد. منتقدین جهان باز، داستان، گرافیک، مکانیک مبارزات، طراحی دشمنان، و شخصیت اِلوی را مورد ستایش قرار دادند، در حالی که برخی از منتقدین تناقض میان حرکات صورت شخصیت‌ها را مورد انتقاد قرار دادند.
وبگاه گیم‌اسپات امتیاز ۹/۱۰ را به این بازی تقدیم نمود و از نکات منفی بازی به رابط کاربری ناکارآمد، و نکات مثبت بازی به مبارزه‌های پیچیده و هیجان‌انگیز، طراحی خلاقانه دشمنان، ادغام ماهرانه عناصر طبیعی و تکنولوژیکی، و خلق شخصیت تأثیرگذار و به‌یادماندنی اشاره کرد. وبگاه آی‌جی‌ان امتیاز ۹٫۳/۱۰ به این بازی داد و جهان پهناور و زیبای بازی، طراحی متنوع مخلوقات ماشینی در محیط بازی و طریقه از پای درآوردن هر کدام که نیازمند توجه دقیقی است را مورد ستایش قرار داد.